# Kristian Elster
Kristian Elster (ur. 17 marca 1881 w Trondheim, zm. 6 listopada 1947 w Oslo) – norweski pisarz, historyk literatury, krytyk literacki i prawnik.

## Życiorys
Urodził się jako najmłodszy z trzech braci, wkrótce po jego urodzeniu ojciec zmarł, później matka przeniosła się do Førde, gdzie bracia spędzili dzieciństwo. Później wraz z rodziną przeniósł się do Christianii (obecnie Oslo), gdzie w 1990 skończył szkołę, a w 1905 studia prawnicze, następnie pracował jako sędzia w Mandal i później jako sekretarz w Ministerstwie Rolnictwa. W 1905 opublikował swoje pierwsze opowiadanie, a w 1907 zbiór opowiadań, w 1911 zaczął zamieszczać artykuły krytycznoliterackie w gazecie "Norske Intelligenssedler", od 1919 pracował jako krytyk literacki w piśmie Aftenposten i później również recenzent teatralny w "Nationen". Po pewnym czasie zerwał współpracę z gazetami i poświęcił się wyłącznie pisaniu. W 1917 opublikował powieść Min bror Harris (Mój brat Harris), której narrator jest samotnym i sfrustrowanym emocjonalnie urzędnikiem opowiadającym o swoim utalentowanym, ujmującym i niebezpiecznym bracie; akcja powieści rozgrywała się w latach 80. i 90. XIX w. Dwa lata później wydał powieść Av skyggerens slegt (Z rodu cieni), a w 1930 Bonde Veirskjæg (Chłop Veirskjæg); ukazywał w nich przemiany społeczne i gospodarcze Norwegii z początku XX w. W 1923 zaczął wydawać Illustrert norsk litteraturhistorie (Ilustrowana historia norweskiej literatury), która ukazała się w sześciu tomach; polski przekład fragmentów tej pracy ukazał się w 1970 w antologii Tam gdzie fiordy. Poza tym pisał wiersze, nowele, dramaty i opowiadania dla dzieci.